# The Fatherhood of Buck McGee
The Fatherhood of Buck McGee è un cortometraggio muto del 1912 diretto da Rollin S. Sturgeon e interpretato da Robert Thornby.

## Produzione
Il film fu prodotto dalla Vitagraph Company of America.

## Distribuzione
Distribuito dalla General Film Company, il film - un cortometraggio in una bobina - uscì nelle sale cinematografiche statunitensi il 3 agosto 1912. Nel 2018, il video del film viene distribuito dalla Harpodeon.